# Stanisław Dąbek (1894–1933)
Stanisław Dąbek (ur. 1 grudnia 1894, zm. 20 marca 1933 w Wadowicach) – podpułkownik piechoty Wojska Polskiego.

## Życiorys
Stanisław Dąbek urodził się 1 grudnia 1894 roku. 19 sierpnia 1920 roku został zatwierdzony z dniem 1 kwietnia 1920 roku w stopniu kapitana, w piechocie, w grupie oficerów byłej armii austro-węgierskiej. Pełnił wówczas służbę w 14 pułku piechoty. 
1 czerwca 1921 roku pełnił służbę w dowództwie 4 Dywizji Piechoty, a jego oddziałem macierzystym był wówczas 14 pułk piechoty (w tym samym czasie w 14 pp pełnił służbę także major Stanisław Dąbek). 3 maja 1922 roku został zweryfikowany w stopniu kapitana ze starszeństwem z dniem 1 czerwca 1919 roku i 394. lokatą w korpusie oficerów piechoty. Od 22 lipca 1922 roku pełnił obowiązki dowódcy I batalionu 25 pułku piechoty w Piotrkowie. W 1924 roku w dalszym ciągu pełnił służbę w 25 pułku piechoty. 1 grudnia 1924 roku został mianowany majorem ze starszeństwem z dniem 15 sierpnia 1924 roku i 113. lokatą w korpusie oficerów piechoty. W marcu 1925 roku został przydzielony do Dowództwa Okręgu Korpusu Nr IV w Łodzi na stanowisko referenta wyszkolenia w Oddziale Wyszkolenia. 23 grudnia 1927 roku został przydzielony z DOK IV do Oficerskiej Szkoły Piechoty w Ostrowi Mazowieckiej na stanowisko dowódcy II batalionu podchorążych.
24 grudnia 1929 roku został awansowany na podpułkownika ze starszeństwem z dniem 1 stycznia 1930 roku i 26. lokatą w korpusie oficerów piechoty. 28 stycznia 1931 roku został przeniesiony do Korpusu Ochrony Pogranicza na stanowisko dowódcy batalionu KOP „Kopyczyńce”. 23 marca 1932 roku został przeniesiony do 12 pułku piechoty w Wadowicach na stanowisko zastępcy dowódcy pułku. Zmarł 20 marca 1933 roku w Wadowicach. Dwa dni później został pochowany na cmentarzu miejskim w Wadowicach.

## Ordery i odznaczenia
- Krzyż Walecznych (czterokrotnie)
- Złoty Krzyż Zasługi (10 listopada 1928)[18]
- Medal Niepodległości (pośmiertnie, 9 listopada 1933)[19]